# André Joseph Boussart
Pour les articles homonymes, voir Caroline Boussart.
André Joseph Boussart, ou Boussard, né le 13 novembre 1758 à Binche (Hainaut) et mort le 10 août 1813 à Bagnères-de-Bigorre (Hautes-Pyrénées), est un général français de la Révolution et de l'Empire. Belge de naissance, il participe à l'insurrection brabançonne contre l'Autriche et, après l'échec de cette dernière, part pour la France où il s'engage dans l'armée révolutionnaire. Promu au grade de général de brigade pendant la campagne d'Égypte, il rentre en France peu après et y occupe pendant un temps des commandements secondaires. 
Boussart commande une brigade de dragons lors des campagnes de 1805 à 1807. À Prenzlau, il mène une charge victorieuse contre une colonne prussienne, capturant un grand nombre de soldats et plusieurs pièces d'artillerie. Après ce succès, sa cavalerie prend part aux opérations ultérieures en Prusse, notamment contre les Russes à Czarnowo et Pultusk où il est blessé. En 1808, il est transféré en Espagne mais est fait prisonnier lors de la capitulation de Bailén. Échangé, il repart pour la péninsule Ibérique où il se distingue dans de nombreuses batailles, cette fois-ci à la tête de la cavalerie du maréchal Suchet. D'une très grande bravoure, il est blessé à plusieurs reprises au cours de sa carrière militaire et manque de peu d'être tué au siège de Valence. Il finit par succomber à ses blessures de guerre à l'été 1813.

## Biographie

### Du soldat autrichien au général de la République française
Originaire des Pays-Bas autrichiens, André Joseph Boussart naît le 13 novembre 1758 à Binche, dans l'actuelle Belgique. Il s'enrôle fort jeune dans les troupes autrichiennes et est sous-lieutenant dans un corps de cavalerie lorsqu'en 1789, les provinces belges se soulèvent pour conquérir leur indépendance vis-à-vis du Saint-Empire. Ayant pris parti pour les insurgés, il reçoit d'eux le grade de capitaine avec lequel il sert jusqu'en 1791. Cet acte de patriotisme l'oblige, en 1792, à se réfugier en France afin d'échapper à la répression autrichienne. Dans sa nouvelle patrie, Boussart s'engage dans le régiment de dragons de Hainaut où il est promu lieutenant le 28 juillet 1792. Il passe ensuite capitaine dans une compagnie franche de dragons belges le 1er octobre puis lieutenant-colonel le 1er mars 1793. Le même jour, il soutient l'attaque d'une colonne autrichienne supérieure en nombre et opère sa retraite en bon ordre.
Étant passé le 5 juillet de la même année au 20e régiment de dragons comme chef d'escadron, il rejoint l'armée d'Italie. Le 21 avril 1796, à la bataille de Mondovi, il charge avec succès la cavalerie piémontaise avec deux escadrons et reçoit trois coups de sabre. Le 10 mai, jour de la bataille de Lodi, il effectue à la nage le passage de l'Adda, et à Castiglione, le 5 août, fait prisonnier un détachement de hussards autrichiens à la tête d'un petit groupe. Ces diverses actions lui attirent l'attention du général Bonaparte, qui le fait nommer chef de brigade le 7 janvier 1797. 
Boussard s'illustre également pendant la campagne d'Égypte, principalement à la prise d'Alexandrie, aux batailles de Chebreiss, des Pyramides et d'Aboukir. Plusieurs fois, il a à combattre contre les mamelouks : souvent vainqueur, jamais les échecs que cette cavalerie redoutable lui fait éprouver ne le découragent. À la bataille livrée le 4 nivôse an VIII face à l'armée anglaise, sous les murs d'Alexandrie, il charge la première ligne britannique et la met en déroute. Il reçoit dans cette journée trois blessures qui le retiennent pendant sept mois dans un repos forcé. Aussitôt après son rétablissement, le général en chef Menou lui confère le grade de général de brigade le 23 septembre 1800. Il participe à la bataille de Canope le 21 mars 1801. En cette qualité, il signe la capitulation d'après laquelle l'armée française abandonne l'Égypte. Un arrêté des consuls du 14 décembre 1801, confirme sa promotion.
Employé, à son retour en France, dans la 2e division de dragons à l'armée des côtes, il a en l'an XI un commandement dans la 11e division militaire de Bordeaux. En l'an XII, il est compris comme membre de la Légion d'honneur dans la promotion du 19 frimaire, puis comme commandant de l'Ordre dans celle du 25 prairial de la même année. Il commande également la 2e division de dragons au camp de Compiègne et devient membre du collège électoral du département de Jemmapes.

### Général de l'Empire
Lors de la campagne de Prusse (1806), il se distingue d'abord à Iéna, ainsi que le 30 octobre à la prise de Lübeck. Le 6 novembre, il poursuit jusque dans Anklam les débris d'une colonne ennemie commandée par le général Karl Anton von Bila (de), colonne qu'il détruit en grande partie. Blessé à l'attaque des retranchements de Czarnowo, le 22 décembre, il l'est plus grièvement lors de la bataille de Pułtusk le 26 du même mois. Malgré son âge et l'altération que ces nombreuses blessures font éprouver à sa constitution, il se rend en Espagne après la paix de Tilsitt. Ce vétéran des armées du Nord et d'Orient — que l'Empereur nomme baron de l'Empire par décret du 19 mars 1808 avec lettres patentes du 10 février 1809 — déploie dans plusieurs circonstances une intrépidité et une audace des plus extraordinaires.
En 1810, il disperse en peu d'heures, avec deux escadrons de cuirassiers et de hussards, un important rassemblement de paysans formé à Castellón de la Plana en Catalogne. Quelque temps après, tandis que les troupes françaises assiègent Lérida, le général O'Donnel, à la tête de 15 000 hommes, se présente devant la place pour la dégager. La division Musnier, à laquelle est attaché le général Boussard, s'avance pour repousser l'ennemi: s'effectue alors l'une des plus brillantes charges de cavalerie que mentionnent les annales militaires. Boussard, suivi du 13e de cuirassiers, fond sur les Espagnols sans leur donner le temps d'étendre leur ligne de bataille et les oblige à prendre la fuite dans le plus grand désordre. Cette action, que l'armée comble d'éloges, met au pouvoir des Français huit colonels, 271 officiers, 5 600 soldats, 1 000 chevaux, deux caissons, deux étendards et 5 000 cartouches.
Le 26 novembre de la même année, la tentative de Bassecourt sur le camp de Vinaròs fournit à Boussart une nouvelle occasion de gloire. Il fond sur les assaillants à la tête de quelques escadrons de cuirassiers, les enfonce et les poursuit le sabre aux reins jusqu'à Benicarló. À la bataille de Sagonte le 25 août 1811, avec 1 500 cavaliers, il dégage des mains des Espagnols des pièces qu'ils ont enlevées et saisit leur propre artillerie. Il fait encore des prodiges de valeur à Belara, en forçant les forces adverses à franchir le Guadalquivir, et dans plusieurs affaires qui surviennent durant le siège de Valence. Nommé général de division le 16 mars 1812 sur les recommandations du maréchal Suchet, il vient à Bagnères-de-Bigorre pour s'y rétablir. Épuisé et couvert de cicatrices, il y meurt le 10 août 1813 des suites de ses nombreuses blessures.

## Armoiries
| Figure | Blasonnement |
|        | Armes du baron Boussart et de l'Empire (décret du 19 mars 1808, lettres patentes du 10 février 1809 (Paris)) D'azur, au chevron d'argent, accompagné en chef à dextre d'une tête de cheval d'argent, bridée de sable, et en pointe d'un palmier d'or terrassé de même et fruité d'argent, quartier des barons tirés de l'armée., Livrées : les couleurs de l'écu. |